# Héctor Miguel Cabrejos Vidarte
Héctor Miguel Cabrejos Vidarte (Chota, 5 luglio 1948) è un arcivescovo cattolico peruviano, dall'11 febbraio 2025 arcivescovo emerito di Trujillo.

## Biografia
Monsignor Héctor Miguel Cabrejos Vidarte è nato a Chota il 5 luglio 1948.

### Formazione e ministero sacerdotale
Ha svolto gli studi secondari presso l'unità scolastica "Ricardo Bentín" del distretto di Rímac a Lima. Seguendo la sua vocazione religiosa, è entrato nel seminario minore dei padri francescani e poi è entrato a far parte della Provincia francescana dei XII Apostoli del Perù.
Il 1º marzo 1968 ha ricevuto l'abito francescano e il 29 giugno 1974 ha pronunciato la professione solenne. Ha compiuto gli studi ecclesiastici presso la Facoltà di teologia pontificia e civile di Lima. Ha conseguito la licenza presso l'École biblique et archéologique française di Gerusalemme e il dottorato presso l'Università Cattolica di Lovanio.
Il 7 dicembre 1974 è stato ordinato presbitero nella basilica di San Francesco a Lima.

### Ministero episcopale
Il 20 giugno 1988 papa Giovanni Paolo II lo ha nominato vescovo ausiliare di Lima e titolare di Belesasa. Ha ricevuto l'ordinazione episcopale il 7 agosto successivo  nella basilica di San Francesco a Lima dal cardinale Juan Landázuri Ricketts, arcivescovo metropolita di Lima, co-consacranti l'arcivescovo Luigi Dossena, nunzio apostolico in Perù, e l'arcivescovo metropolita di Ayacucho Federico Richter Fernandez-Prada.
Ha quindi assunto la carica di rettore dell'Istituto superiore di studi teologici "Giovanni XXIII" (ISET) di Lima.
Il 6 febbraio 1996 lo stesso pontefice lo ha nominato ordinario militare per il Perù. Il 7 marzo 1998 ha rinunciato alla sede titolare ai sensi della nuova pratica stabilita per gli ordinari militari.
Il 29 luglio 1999 papa Giovanni Paolo II lo ha nominato arcivescovo metropolita di Trujillo. Ha preso possesso dell'arcidiocesi l'11 settembre successivo. Ha continuato a reggere l'ordinariato militare per il Perù come amministratore apostolico fino al 2001.
Il 5 luglio 2004 lo stesso pontefice lo ha nominato membro della Pontificia commissione per l'America Latina. Il 15 gennaio 2014 papa Francesco lo ha confermato nell'incarico.
Nel giugno del 2002, maggio del 2009 e nel maggio del 2017 ha compiuto la visita ad limina.
In seno alla Conferenza episcopale peruviana è stato segretario generale dal 1990 al 1993, vicepresidente dal 2000 al 2006 e presidente dal 2006 al gennaio 2012  e dall'8 marzo 2018  al 22 gennaio 2015.
Dal 15 maggio 2019  al 17 maggio 2023 è anche presidente del Consiglio episcopale latinoamericano. In precedenza è stato presidente del Dipartimento per le missioni e la spiritualità.
Ha partecipato alla XIV assemblea generale ordinaria del Sinodo dei vescovi che ha avuto luogo nella Città del Vaticano dal 4 al 25 ottobre 2015 sul tema "La vocazione e la missione della famiglia nella Chiesa e nel mondo contemporaneo", alla XV assemblea generale ordinaria del Sinodo dei vescovi che ha avuto luogo nella Città del Vaticano dal 3 al 28 ottobre 2018 sul tema "I giovani, la fede e il discernimento vocazionale"  e all'assemblea speciale per la regione panamazzonica del Sinodo dei vescovi che ha avuto luogo nella Città del Vaticano dal 6 al 27 ottobre 2019 sul tema "Amazzonia: nuovi cammini per la Chiesa e per una ecologia integrale". Ha fatto parte della commissione che ha redatto il documento finale di quest’ultima assemblea.
Nel gennaio del 2013 ha ricevuto la Medaglia di San Turibio de Mogrovejo dalla Conferenza episcopale peruviana in riconoscimento del suo lavoro pastorale e in occasione del giubileo d'argento di ordinazione episcopale. Nell'agosto dello stesso anno è stato insignito della Medaglia della Città dal consiglio della municipalità provinciale di Trujillo in riconoscimento della sua carriera esemplare e della sua trascendente missione di guida dell'evangelizzazione della Chiesa cattolica a Trujillo e in Perù.
L'11 febbraio 2025 papa Francesco ha accolto la sua rinuncia, presentata per raggiunti limiti di età, al governo pastorale dell'arcidiocesi di Trujillo; gli è succeduto Gilberto Alfredo Vizcarra Mori, fino ad allora vicario apostolico di Jaén in Perù o San Francisco Javier.

## Genealogia episcopale e successione apostolica
La genealogia episcopale è:
- Cardinale Scipione Rebiba
- Cardinale Giulio Antonio Santori
- Cardinale Girolamo Bernerio, O.P.
- Arcivescovo Galeazzo Sanvitale
- Cardinale Ludovico Ludovisi
- Cardinale Luigi Caetani
- Cardinale Ulderico Carpegna
- Cardinale Paluzzo Paluzzi Altieri degli Albertoni
- Papa Benedetto XIII
- Papa Benedetto XIV
- Papa Clemente XIII
- Cardinale Bernardino Giraud
- Cardinale Alessandro Mattei
- Cardinale Pietro Francesco Galleffi
- Cardinale Filippo de Angelis
- Cardinale Amilcare Malagola
- Cardinale Giovanni Tacci Porcelli
- Cardinale Juan Gualberto Guevara
- Cardinale Fernando Cento
- Cardinale Juan Landázuri Ricketts, O.F.M.
- Arcivescovo Héctor Miguel Cabrejos Vidarte, O.F.M.

La successione apostolica è:
- Vescovo José Javier Travieso Martín, C.M.F. (2009)
- Vescovo Neri Menor Vargas, O.F.M. (2016)
- Vescovo Timoteo Solórzano Rojas, M.S.C. (2019)
- Vescovo Edinson Edgardo Farfán Córdova, O.S.A. (2020)
- Vescovo Francisco Castro Lalupú (2020)